# Campeonato Mundial de Corta-Mato de 1983
O 11º Campeonato Mundial de Corta-Mato foi realizado em 20 de março de 1983, em Gateshead, Inglaterra. Houve um total de 431 atletas participantes de 33 países.

## Resultados

### Corrida Longa Masculina

#### Individual
| Medalha | Atleta        | País     | Tempo     |
| Ouro    | Bekele Debele | Etiópia  | 36:52 min |
| Prata   | Carlos Lopes  | Portugal | 36:52 min |
| Bronze  | Some Muge     | Quênia   | 36:52 min |

#### Equipas
| Medalha | Selecção | Marca   |
| Ouro    | Etiópia · Bekele Debele (1º) · Eshetu Tura (14º) · Wodajo Bulti (20º) · Mohamed Kedir (22º) · Adugna Lema (23º) · Chala Urgessa (24º)          | 104 pts |
| Prata   | Estados Unidos · Alberto Salazar (4º) · Pat Porter (9º) · Thom Hunt (28º) · Ed Eyestone (30º) · Craig Virgin (42º) · Mark Anderson (57º)       | 170 pts |
| Bronze  | Quênia · Some Muge (3º) · Paul Kipkoech (16º) · Joshua Kipkemboi (31º) · James Kipngetich (32º) · Jackson Ruto (37º) · Herman Kipngetich (72º) | 191 pts |

### Corrida Júnior Masculina

#### Individual
| Medalha | Atleta            | País       | Tempo     |
| Ouro    | Feyissa Abebe     | Etiópia    | 24:58 min |
| Prata   | Angaso Telega     | Etiópia    | 24:59 min |
| Bronze  | Jonathan Richards | Inglaterra | 25:07 min |

#### Equipas
| Medalha | Selecção   | Marca  |
| Ouro    | Etiópia    | 13 pts |
| Prata   | Espanha    | 41 pts |
| Bronze  | Inglaterra | 58 pts |

### Corrida Longa Feminina

#### Individual
| Medalha | Atleta              | País            | Tempo     |
| Ouro    | Grete Waitz         | Noruega         | 13:29 min |
| Prata   | Alison Wiley        | Canadá          | 13:37 min |
| Bronze  | Tatyana Pozdnyakova | União Soviética | 13:37 min |

#### Equipas
| Medalha | Selecção | Marca  |
| Ouro    | Estados Unidos · Joan Benoit (4ª) · Betty Springs (5ª) · Margaret Groos (9ª) · Jan Merrill (13ª)                 | 31 pts |
| Prata   | União Soviética · Tatyana Pozdnyakova (3ª) · Svetlana Ulmasova (6ª) · Alla Yushina (11ª) · Yelena Sipatova (21ª) | 41 pts |
| Bronze  | Canadá · Alison Wiley (2ª) · Nancy Rooks (12ª) · Anna-Maria Malone (16ª) · Lynn Kanuka (23ª)                     | 53 pts |